# Jurij Boreć
Jurij Boreć (Paszkowski) ps. Czumak (ur. 26 marca 1922 w Łubnie, zm. 12 grudnia 2006 w Sydney) – żołnierz Ukraińskiej Powstańczej Armii w stopniu sierżanta (buławnego), emigracyjny pisarz, publicysta i mecenas.

## Życiorys
Podczas nauki w szkole wstąpił do Junactwa OUN, a w 1939 do Organizacji Ukraińskich Nacjonalistów. Po ukończeniu szkoły utrzymywał się z handlu prowadzonego w Dynowie.
Jako żołnierz UPA brał udział m.in. w ataku na koszary Ludowego Wojska Polskiego w Birczy w nocy z 6 na 7 stycznia 1946, w trakcie którego został ranny w obie nogi. Był hospitalizowany w podziemnym szpitalu upowskim pod Chryszczatą.
W końcu lata 1947 jako żołnierz sotni dowodzonej przez porucznik UPA Mychajło Dudę „Hromenkę”, walcząc z wojskami polskimi i czechosłowackimi przedarł się do amerykańskiej strefy okupacyjnej w południowych Niemczech.
W 1949 przeniósł się z Monachium do Australii, gdzie był aktywnym członkiem ukraińskich środowisk emigracyjnych i kombatanckich.
Opisał swoje wspomnienia z czasów walk UPA w Zakierzonii i dzieje rajdu sotni „Hromenki” na Zachód w książkach UPA w wirze walki (УПА у вирі боротьби), Rajd bez broni (Рейд без зброї), Z najpiękniejszymi (З найкращими), Szlakiem rycerzy idei i czynu (Шляхами лицарів ідеї і чину), Za Ukrainę, za jej wolność (За Україну, за її волю).
Jego staraniem w Penrith, zachodniej dzielnicy Sydney ulice otrzymały nazwy ukraińskich bohaterów narodowych, takich jak: Bandera Ave., Mazepa Ave.
Na podstawie jego powieści Ołeś Janczuk nakręcił film Zalizna sotnia.